# Dietrich Georg von Kieser
Dietrich Georg von Kieser (Harburg, 24 agosto 1779 – Jena, 11 ottobre 1862) è stato un medico tedesco.

## Biografia
Studiò medicina presso l'Università di Würzburg e di Gottinga, ricevendo il dottorato presso quest'ultima istituzione nel 1804. Per la maggior parte della sua carriera fu professore presso l'Università di Jena, dove nel 1824-1862 lavorò come professore.
Era un sostenitore della balneologia, cominciò a praticarla nel 1813 presso le terme terapeutiche di Heilbad Berka / Ilm. Mentre lavorava come professore presso l'Università di Jena, Kieser gestì una clinica oculistica privata nel 1831-1847, e dal 1847 fino al 1858 fu direttore del manicomio di Jena.
Con Adam von Eschenmayer e Christian Friedrich Nasse, pubblicò 12 volumi intitolati Archiv für den thierischen Magnetismus (Archivio per il magnetismo animale). Kieser fu politicamente attivo per tutta la durata della sua carriera; nel mese di ottobre 1817 con i filosofi Lorenz Oken e Jakob Friedrich Fries partecipò al Festival di Wartburg. Nel 1858 fu nominato presidente della Deutsche Akademie der Naturforscher Leopoldina.
Un minerale, solfato di magnesio noto come kieserite, porta il suo nome.

## Opere
- Archiv für den thierischen Magnetismus; (1817 ff).
- Elemente der Physiatrik; (1855).

Libri di testo illustrati:
- Grundzüge der Anatomie der Pflanzen; (1815).
- Grundzüge der Pathologie und Therapie des Menschen; (1812).
- Über die Emancipation des Verbrechers im Kerker; (1845).
- Von den Leidenschaften und Affecten (1848).